# 8-ма парашутна дивізія (Третій Рейх)
8-ма парашу́тна диві́зія (нім. 8. Fallschirmjäger-Division) — парашутна дивізія, з'єднання в складі повітряно-десантних військ Третього Рейху часів Другої світової війни.

## Історія
8-ма парашутна дивізія повинна була розпочати своє формування відповідно до наказу у вересні 1944 року, проте через організаційні складнощі процес розпочався у січні 1945. Незабаром особовий склад дивізії вступив у бій в районі Рейхсвальдського лісу та поздовж берегів Рейну. В ході довготривалих боїв дивізія була розгромлена у Рурському котлі у квітні 1945.
Після завершення війни та проголошення акту про безумовну капітуляцію нацистської Німеччини британськими військами був озброєний 3-й парашутний батальйон 22-го парашутного полку дивізії (III./Fallschirmjäger-Regiment 22) й приступив до проведення військових дій із зачищення великих лісових просторів у районі Бад-Зегеберг, земля Шлезвіг-Гольштейн від мародерів із числа колишніх німецьких солдат та радянських остарбайтерів-утікачів.
Цей історичний факт породив міф про те, що німецькі десантники билися тривалий час після війни з найбільш закоренілими послідовниками нацизму з числа Ваффен-СС.

## Райони бойових дій
- Нідерланди (лютий — березень 1945);
- Німеччина (березень — квітень 1945);

## Склад дивізії
| Бойовий склад 8-ї пдд | |
| Постійні              | |
| лютий 1945            | - штаб дивізії; - 22-й парашутний полк (нім. Fallschirm-Jäger-Regiment 22) - 24-й парашутний полк (нім. Fallschirm-Jäger-Regiment 24) - 32-й парашутний полк (нім. Fallschirm-Jäger-Regiment 32) - 8-й парашутно-розвідувальний батальйон (Fallschirm-Luftnachrichten-Abteilung 8); - 8-й саперний батальйон (Fallschirm-Pionier-Bataillon 8); - 8-й запасний батальйон (Fallschirm-Feldersatz-Bataillon 8); - 8-ме дивізійне командування підтримки (Kommandeur der Fallschirm-Jäger-Division Nachschubtruppen 8) |

## Командири дивізії
- генерал-майор Вальтер Ваден (нім. Walter Wadehn) (6 січня — 5 травня 1945).